# 十字航空498号班机空难
十字航空LX498號班機（官方之後稱之為十字航空CRX498號班機）是一班從瑞士蘇黎世至德國德累斯頓的通勤航班。2000年1月10日，班機從蘇黎世機場起飛後約兩分鐘便墜毀在瑞士城鎮下哈斯利。機上7名乘客和3名機組人員在空難中全部罹難。這是十字航空在其25年運營歷史上發生的首宗致命空難。
官方調查指出空難是由於多個人為錯誤引發飛機失控墜毀。

## 事件背景
這架33座的薩博340B客機是在1999年10月1日租借自摩爾多瓦航空 （Moldavian Airlines）。飛機原定在當天晚上6時左右從瑞士蘇黎世機場起飛，大概一個多小時後抵德國達德累斯頓機場。寒冷且伴隨著毛毛雨的天氣在這區域並不罕見，當時亦沒有跡象表明飛機有任何問題。雖然這架飛機自1990年11月出廠後已經累計有24000飛行小時，但這型號客機擁有非常好的飛行安全記錄。執飛該次班機的機長累計有8100小時飛行經驗，其中有1900小時在同型號客機上；而副駕駛則擁有1800小時飛行時間，在該型客機上有1100小時飛行時數。兩位駕駛對此機型都富有經驗。當時機上沒有搭載任何不尋常的負載如貨物或航空郵件，且飛機直至21日後（1月31日）才需要進行下一次定期維護檢查。

## 事件經過
在7名乘客和3名機組人員登機後，飛機準時在下午5時55分（格林尼治平時17時55分）獲得起飛批准。客機經由機場28號跑道起飛離場向西飛行。起飛之後，飛機爬升正常，航空交通管理員指示班機飛行一條向左轉，直接通向信標台的航道。但在飛行了7.2（4.5英里）後，飛機的飛行高度突然開始下降並向右轉向，而非原定的左方。當航空交通管理員詢問駕駛是否想要轉右的時候，機組人員答复「等待中」，接著便失去無線電聯絡。
下午6時05分（格林尼治平時18時05分），即飛機起飛後1分56秒，飛機從雷達顯示屏上消失。官方之後認定飛機在雷達上消失前俯衝右轉後並墜毀。燃燒著的飛機殘骸散落在靠近下哈斯利居民房的200-300米範圍內，距離蘇黎世機場跑道西北方5（3英里）處。客機的飛行數據和座艙語音記錄儀在墜機地點被尋獲，兩個黑匣子都遭受到嚴重損壞。

## 涉及群體
機上其中4名乘客為德國人－Steffen Braun，36歲；Klaus Friedrich，48歲；Matthias Morche，22歲；和Peter Schmidt，31歲。其他乘客分別為一名法國人，Pascal Rol，43歲；一名瑞士人，Heinz Hoefler，61歲，和一位從馬德里搭乘瑞士航空來蘇黎世旅行的西班牙人。三名機組人員分別為摩爾多瓦籍機長Pavel Gruzin，來自斯洛伐克的副駕駛Rastislav Kolesar和來自法國的女乘務員Séverine Jabrin。機上無人生還。
當時，十字航空是佔有大量股權的瑞士航空集團（SAirGroup）所屬的子公司。這次空難是十字航空25年歷史上首次飛機墜毀並且全機損失，並是繼瑞士航空111號班機後瑞航集團最嚴重的空難。
在當時，十字航空運營著17架薩博340型客機，但最後航空公司決定將他們淘汰並換成巴西航空工業的ERJ-145支線飛機。空難發生時，十字航空和其飛行員正處於提高工資和對工作規則進行修改的勞資糾紛當中。飛行員工會此前剛在1999年12月取消和十字航空的舊薪金支付協議，直到2000年夏天才停止這次行動。此外，在空難之前，曾有兩名十字航空飛行員向瑞士媒體透露十字航空僱傭的部分外籍飛行員因為沒有足夠的英語能力而引起安全隱患。這兩名飛行員都被十字航空辭退，之後兩人被飛行員工會十字航空駕駛艙員工組織（Crossair Cockpit Personnel，CCP）選為領導人。在498號班機上，駕駛機組由來自摩爾多瓦和斯洛伐克的駕駛員組成。事後調查發現，正、副駕駛之間僅僅能用英語進行相互溝通，而且機長的英語運用能力十分有限，只能進行基本溝通。
空難後，十字航空和飛行員工會，包括之前那兩位被辭退的十字航空飛行員，公開表示空難和勞資糾紛的發生是非常地巧合，這件事是非常不幸的，並且稱新聞報道中指機員失誤只是一個推測，但是這個結論在之後被認定為空難可能的原因。

## 官方解釋

在機長行李袋中找到的一排芬納西泮鎮靜藥

### 背景
薩博340在美國、澳大利亞及其他地方被作為通勤客機使用。在498號班機墜毀之前，1984年起全球範圍內的400架薩博340只有4架墜毀，且只有其中的2架全機損毀。這兩起分別是1994年KLM Cityhopper在荷蘭墜毀造成三人死亡和1998年臺灣國華航空13人死亡的空難。
對正駕駛的屍檢發現在其肌肉組織中含有鎮靜藥芬納西泮的殘留。屍檢人員亦發現了在機長行李中找到屬於他的已經打開包裝的俄羅斯產藥品。

### 原因
根據瑞士航空器事故調查局（Aircraft Accident Investigation Bureau，現已解散並被併入瑞士事故調查委員會）的調查報告，空難由於機組因下列原因使飛機失去控制：
- 機組在航空交通管制發出離場許可後作出的不恰當反應。
- 副駕駛在輸入時沒有按照機長的指令進行輸入操作；這部分操作涉及到SID ZUE 1標準儀表離場程序的變更。這樣做，使得副駕駛忘記選擇了一個本應轉向的方向。
- 機長在儀表飛行情況下和飛航期間不斷爬升的過程中沒有啟用自動駕駛。
- 機長令飛機進入向右盤旋俯衝狀態，很有可能是他失去了空間定向能力（spatial orientation），陷入飛行錯覺之中。
- 副駕駛沒有採取足夠的措施阻止飛機進入盤旋俯衝姿態或將飛機盤旋俯衝姿態中恢復正常。

根據該份調查報告，以下因素可能導致空難發生：
- 即便副駕駛建議他向左轉，機長依然單方面先入為主地認定他的看法是正確，從而繼續向右轉。
- 當機長讀取姿態指引儀時，在壓力之下他直覺地採取反應，想從他早年所習得的內容中得到解決辦法。但是蘇式設計與西方設計不同（蘇式設計為背景不動，指針傾轉；西方設計剛好相反，指針不動，背景傾轉），機長早年的習慣反而讓他誤讀飛機的真正方向。
- 機長的分析和對當前所遭遇的情況的關鍵評估能力可能因為他服用了藥物而導致其能力有所限制。
- 在標準儀表離場程序改變至SID ZUE 1Y後，機組人員不正確地分配他們任務優先級且他們所關注的焦點都集中在同一處。
- 機長沒有經由十字航空系統地認識西方航空系統的特點和駕駛艙處理程序。

## 行動電話與飛行
政府的調查報告沒有提及行動電話的使用是空難的主因，而是將空難歸因於機師失誤。但是，另外一份獨立調查報告指出因為當時機上有一名乘客使用手機接收短信、另一人正在打電話，導致機上自動駕駛系統失效而造成飛機墜毀。在這個結論公諸於眾後，部分此前不曾願意禁止行動電話在民航客機上使用的國家宣佈在飛機上使用行動電話屬於違法行為（包括瑞士）。

## 其他
事後，一塊紀念石碑在下哈斯利Nessenwil不遠處的馬路旁 被豎立。碑文為德語，碑上寫有：
並在其下方寫出所有遇難者的名字。
碑文譯文為：
以此紀念在2000年1月10日十字航空墜機中罹難的十人
本次空難被改編為空中浩劫第13季第三集，劇集標題為「Old Habits Never Die」或「Lost in Translation」。